# Megaselia nepos
Megaselia nepos är en tvåvingeart som beskrevs av Borgmeier 1961. Megaselia nepos ingår i släktet Megaselia och familjen puckelflugor. Inga underarter finns listade i Catalogue of Life.